# 戴维·朗伊
戴维·罗素·朗伊，ONZ，CH（1942年8月4日—2005年8月13日），作为第三十二任新西兰总理（1984年－1989年）领导了新西兰的第四届工党政府。在他主持政府期间，大规模的改革了新西兰的官僚制度，推行市场自由化。
戴维·朗伊性格幽默开朗，极富口才，思维灵活，是最受国民欢迎的新西兰总理之一。许多人认为他对新西兰所做出的最大影响也许是通过法律形式确定了新西兰是一个无核国家。

## 早年
戴维·朗伊出生在奥克兰市Otahuhu区的一个德国裔的家庭中，一战时家族曾经因此受到大家的歧视，甚至在朗伊成为总理之后，他的不少政治对手页常常借此进行攻击。
朗伊在奥克兰大学攻读法律系，并且在1965年取得学士学位。之后他曾在肉类冷冻厂工作过一段时间。
在1968年戴维·朗伊与第一位妻子，Naomi Crampton结婚，兩人育有三名子女。
在1970年他取得了法律硕士学位。之后他在奥克兰和北地地区作律师，他的客户常常是那些处于社会底层，无依无靠的平民。

## 从政
在1977年的补选中，戴维·朗伊代表工党作为奥克兰Mangere地区的议员进入了国会。他的口才很快就引起了大家的注意，成为了当时议会里著名的辩论者，同时也是当时政府总理，国家党党魁罗伯特·马尔登深为头痛的对象，常常被戴维·朗伊辩驳得相当尴尬。
戴维·朗伊在1983年接替比尔·罗林成为反对派领袖。
在1984年，总理罗伯特·马尔登突然宣布举行大选，戴维·朗伊带领工党在此次选举中取得了压倒性的胜利，他从此就任为新西兰总理，也是二十世纪新西兰最年轻的总理（41岁）。
戴维·朗伊政府在1987年10月19日全球性的股灾当中遭受相当大的挫折。新西兰经济在此次股灾中陷入混乱，他解除财政部长罗杰·道格拉斯的行为在党内受到了普遍反对，更有议员脱离工党，组成了新工党。
在他任总理期间，也同时担任了外交部长（1984年－1987年）、教育部长（1987年－1989年）。
在1989年，由于受到工黨內部的压力，戴维·朗伊被迫宣布辞职。之后他担任过最高法官等一系列职务。戴维·朗伊由于健康问题，在1996年宣布正式从议会退休。

## 国际事务
在国际上，戴维·朗伊以其反核观点而著名。他曾经拒绝以核能作为动力或者载有核武器的军舰进入新西兰水域。而这最终作为一项国家政策被确立下来，直至今日。不过也间接导致了与诸多盟友的关系出现裂痕，在戴维·朗伊宣布拒绝美国核动力军舰进入不久，美国宣布停止执行《太平洋安全保障條約》中保障新西兰安全的条款，而在今天，新西兰的反核政策也是与美国的自由贸易协议重要的障碍之一。
1985年，绿色和平组织的旗舰彩虹勇士号航向太平洋抗议法国核试验，在奥克兰市港口补给时遭到法国特工袭击而沉没，并且导致一人丧生。这加强了戴维·朗伊反对核武器信念，他在一次电视节目中说“在精神上，核武器是毫无能力的”。
但这次事件随即导致了新西兰与法国的关系迅速降温。1986年，在联合国秘书长的调解之下，法国终于和新西兰达成了协议。法国支付了1300万新西兰元赔偿，并且道歉。而作为交换，戴维·朗伊同意交回执行袭击任务的两位间谍回法国关押三年。但之后这两位间谍只关押了两年就被释放。

## 卸任后
1989年，由于戴维·朗伊和他的讲演搞写作人Margaret Pope之间的绯闻导致了他和结婚21年的妻子Naomi Joy Crampton离婚。之後他和Pope結婚，兩人育有一女。
进入1990年代之后，戴维·朗伊的健康状况持续下降，糖尿病和肾脏问题严重。在2002年医生诊断他患了一种极其罕见且无法治愈的淀粉样变性病。虽然他被告知只有不到一年的时间可以生存，但他依然对自己的疾病保持着乐观的态度，并且接受长期治疗。
2005年，他不得不长期住院接受腹膜透析治疗。在同年7月5日，他在病床上接受了生前最后一次采访，他说他希望在不久后的大选时，坐在轮椅上到惠灵顿去阻止任何废弃他曾经建立的反核政策的努力。8月2日，由于他的糖尿病病情急剧恶化，他的右腿下半部分在没有完全麻醉的情况下被切除。8月13日，由于肾功能衰竭，朗伊在奥克兰Middlemore Hospital逝世，享年63歲。